# Мили Джей
Мили Джей (на английски: Mili Jay) е артистичен псевдоним на словашката порнографска актриса Павлина Валентова (Pavlina Valentova), родена на 23 декември 1983 г. в Прага, Чехословакия, днешна Чехия.

## Награди
Носителка на индивидуални награди
- 2006: Награда на Международния еротичен филмов фестивал в Барселона за най-добра звезда.[3][4]